# Домінік Мамберті
Його Високопреосвященство, архієпископ Домінік Франсуа Жозеф Мамберті́ (фр. Dominique François Joseph Mamberti); нар. 7 березня 1952) — ватиканський дипломат.

## Біографія

Народився 7 березня 1952 року в місті Марракеш, Марокко. Володіє французькою, італійською, англійською і іспанською мовами.
Рукоположений в сан священника 20 вересня 1981 року. Служив в приході єпархії Аяччо (Франція, острів Корсика). Має ступень по канонічному і цивільному праву.
З 1986 року працював в нунціатурах в Алжирі, Чилі, в постійному представництві Святого Престолу при ООН (Нью-Йорк), в Лівані, а також у відділі по взаємовідносинах з державами.
З 2002 — титулярний архієпископом Сагони і апостольський нунцій в Судані. Епископська хіротонія відбулася 3 липня 2002 року. Ординацію провів кардинал Анджело Содано, Державний секретар Ватикану.
З 2004 — призначений апостольським нунцієм в Еритреї.
З 2006 по 2014 — Секретар по відносинах із державами Державного Секретаріату Ватикану, змінивши на цій посаді Джованні Лайоло.
З 8 листопада 2014 року — префект Верховного Трибуналу Апостольської сигнатури.

## Нагороди
- Кавалер Великого хреста (2007)
- Командор французького Ордена Почесного легіону, (2009)